# Marija Badulina
Marija Badulina-Bowa (ukr. Мария Бадуліна-Бова; ur. 28 lutego 1988 w Kijowie) – ukraińska bokserka, złota i srebrna medalistka mistrzostw świata, srebrna i dwukrotnie brązowa medalistka mistrzostw Europy. Występowała w kategoriach od 64 do 75 kg.

## Kariera
Boks zaczęła uprawiać w 2008 roku.
W 2010 roku na mistrzostwach świata w Bridgetown w kategorii do 69 kg przegrała z Chinką Yang Tingting w drugiej rundzie. Rok później zdobyła srebrny medal podczas mistrzostw Europy w Rotterdamie, przegrywając w finale z Holenderką Marichellą de Jong. W półfinale pokonała Katarzynę Furmaniak.
Złoto wywalczyła w 2012 na mistrzostwach świata w Qinhuangdao. W finale wygrała z Amerykanką Raquelą Miller. Dwa lata później w Czedżu przegrała w ćwierćfinale z reprezentantką Rosji Saadat Abdullajewą. W 2016 roku na mistrzostwach świata w Astanie odpadła w pierwszej rundzie, przegrywając z Amerykanką Naomą Graham.
W 2018 roku postanowiła wziąć udział w rywalizacji do 64 kg podczas mistrzostw Europy w Sofii. Zdobyła tam brązowy medal, przegrywając w półfinale z Bułgarką Melisą Jonuzową przed czasem. W listopadzie na mistrzostwach świata w Nowym Delhi zdobyła srebrny medal. W ćwierćfinale pokonała Milanę Safronową z Kazachstanu, a w półfinale wygrała z Turczynką Semą Çalışkan. W finale lepsza okazała się jednak Chinka Dou Dan.
W sierpniu następnego roku powtórzyła wynik sprzed roku podczas mistrzostw Europy w Alcobendas. W półfinale uległa reprezentantce Polski Anecie Rygielskiej.